# Augustin Daly

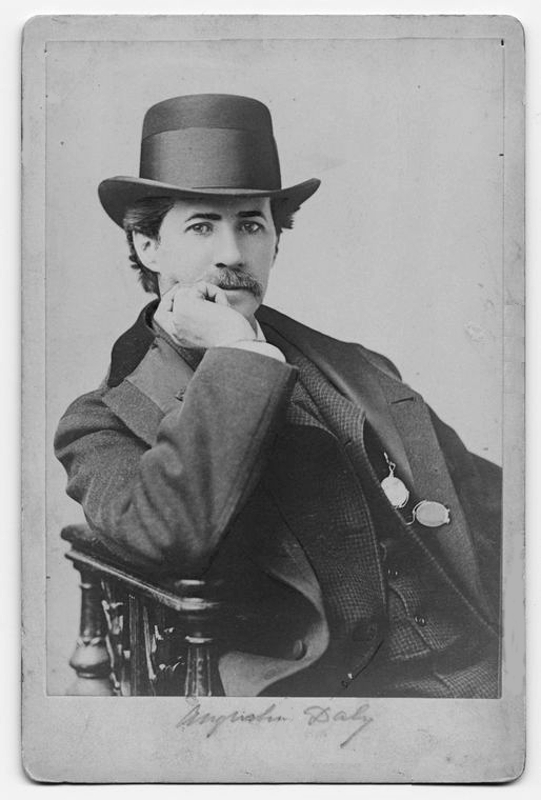
Augustin Daly.

Augustin Daly. (Plymouth, 20 de julio de 1838 - 7 de junio de 1899). Daly nació en Plymouth, Carolina del Norte y estudió en Norfolk, Virginia, y en las escuelas públicas de Nueva York. Dramaturgo estadounidense que dirigió la compañía de teatro de Nueva York al principio del siglo XX (años 1900), entre sus danzantes destacó Isadora Duncan.
- Datos: Q953458
- Multimedia: Augustin Daly / Q953458